# Campeonato Mundial de Balonmano Femenino de 2017
El XXIII Campeonato Mundial de Balonmano Femenino se celebró en Alemania entre el 1 y el 17 de diciembre de 2017 bajo la organización de la Federación Internacional de Balonmano (IHF) y la Federación Alemana de Balonmano.
Un total de veinticuatro selecciones nacionales de cuatro confederaciones continentales compitieron por el título de campeón mundial, cuyo anterior portador era el equipo de Noruega, vencedor del Mundial de 2015.
El equipo de Francia conquistó el título mundial al derrotar en la final a la selección de Noruega con un marcador de 23-21. En el partido por el tercer lugar el conjunto de los Países Bajos venció al de Suecia.

## Clasificación
La fase de clasificación se desarrolló desde el 5 de diciembre de 2015 hasta el 25 de junio de 2017. Había 22 plazas en juego, que junto con las dos pertenecientes a Noruega y Alemania, clasificadas automáticamente como anterior campeón y organizador, respectivamente, hicieron un total de 24. En Europa, las 12 plazas correspondientes a la federación de dicho continente se repartieron entre el Campeonato Europeo celebrado en 2016 y el proceso de clasificación. Además, al no haber representación de Oceanía, la IHF otorgó una plaza por invitación a Polonia.
Tras disputar estas competiciones, las selecciones clasificadas para el campeonato fueron las siguientes:
| Competición                      | Fecha                                    | Sede                         | Plazas | Equipos clasificados                                                            |
| -------------------------------- | ---------------------------------------- | ---------------------------- | ------ | ------------------------------------------------------------------------------- |
| País anfitrión                   | —                                        | —                            | 1      | Alemania                                                                        |
| Campeonato Mundial               | 5 – 20 de diciembre de 2015              | Varias sedes ( Dinamarca)    | 1      | Noruega                                                                         |
| Campeonato Africano              | 28 de noviembre – 7 de diciembre de 2016 | Luanda ( Angola)             | 3      | Angola Camerún Túnez                                                            |
| Campeonato Europeo               | 4 – 18 de diciembre de 2016              | Varias sedes · ( Suecia)     | 3      | Países Bajos Francia Dinamarca                                                  |
| Campeonato Asiático              | 13 – 22 de marzo de 2017                 | Suwon ( Corea del Sur)       | 3      | Corea del Sur Japón China                                                       |
| Proceso europeo de clasificación | 9 – 15 de junio de 2017                  | —                            | 9      | Suecia Rumania Hungría Serbia España Eslovenia Montenegro República Checa Rusia |
| Campeonato Panamericano          | 18 – 25 de junio de 2017                 | Villa Ballester ( Argentina) | 3      | Brasil Argentina Paraguay                                                       |
| Invitación                       | —                                        | —                            | 1      | Polonia                                                                         |
| TOTAL                            |                                          |                              | 24     | 24                                                                              |

## Sedes
| Foto | Grupo          | Ciudad               | Instalación       | Capacidad |
| ---- | -------------- | -------------------- | ----------------- | --------- |
|      | A              | Tréveris             | Arena Trier       | 4100      |
|      | B              | Bietigheim-Bissingen | EgeTrans Arena    | 4517      |
|      | C              | Oldemburgo           | EWE Arena         | 5500      |
|      | D y fase final | Leipzig              | Arena Leipzig     | 6500      |
|      | Fase final     | Magdeburgo           | GETEC Arena       | 7100      |
|      | Fase final     | Hamburgo             | Barclaycard Arena | 13 000    |

## Árbitros
La IHF anunció una lista de 16 parejas de árbitros provenientes de todas las federaciones continentales afiliadas, a excepción de la de Oceanía.
| País          | Árbitros                                |
| ------------- | --------------------------------------- |
| Alemania      | Robert Schulze Tobias Tönnies           |
| Argentina     | Julián Grillo López Sebastián Lenci     |
| Corea del Sur | Koo Bon-Ok Lee Se-Ok                    |
| Dinamarca     | Line Hansen Carina Christiansen         |
| Eslovenia     | Bojan Lah David Sok                     |
| España        | Ignacio García Andreu Marín             |
| Francia       | Charlotte Bonaventura Julie Bonaventura |
| Hungría       | Péter Horváth Balázs Márton             |

| País       | Árbitros                              |
| ---------- | ------------------------------------- |
| Japón      | Koyoshi Hizaki Tomokazu Ikebuchi      |
| Montenegro | Ivan Pavićević Miloš Ražnatović       |
| Noruega    | Kjersti Arntsen Guro Røen             |
| Rusia      | Viktoriya Alpaidze Tatiana Beriozkina |
| Serbia     | Vanja Antić Jelena Jakovljević        |
| Suecia     | Mirza Kurtagic Mattias Wetterwik      |
| Túnez      | Samir Krichen Samir Majluf            |
| Turquía    | Kürşad Erdoğan Ibrahim Özdeniz        |

## Grupos
El sorteo de los grupos se llevó a cabo el 27 de junio de 2017 en Hamburgo. Además de Noruega y Alemania, clasificados automáticamente como vigente campeón y organizador, respectivamente, los otros veintidós equipos participantes, que consiguieron su plaza mediante las diferentes competiciones organizadas por las confederaciones correspondientes, se dividieron en seis bombos. Tras el sorteo, los cuatro grupos quedaron de la siguiente manera:
| Grupo A   | Grupo B         | Grupo C    | Grupo D       |
| --------- | --------------- | ---------- | ------------- |
| Francia   | Noruega         | Dinamarca  | Países Bajos  |
| Rumania   | Suecia          | Rusia      | Alemania      |
| España    | República Checa | Brasil     | Serbia        |
| Eslovenia | Hungría         | Montenegro | Corea del Sur |
| Angola    | Argentina       | Japón      | China         |
| Paraguay  | Polonia         | Túnez      | Camerún       |

## Fase preliminar
- Todos los partidos en la hora local de Alemania (UTC+1).

Los primeros cuatro de cada grupo disputan los octavos de final. Los equipos restantes juegan entre sí por los puestos 17 a 24.

### Grupo A
| Equipo    | J | G | E | P | GF  | GC  | DG  | PTS |
| --------- | - | - | - | - | --- | --- | --- | --- |
| Rumania   | 5 | 4 | 0 | 1 | 123 | 112 | +11 | 8   |
| Francia   | 5 | 3 | 1 | 1 | 135 | 98  | +37 | 7   |
| España    | 5 | 3 | 1 | 1 | 135 | 109 | +26 | 7   |
| Eslovenia | 5 | 3 | 0 | 2 | 138 | 134 | +4  | 6   |
| Angola    | 5 | 1 | 0 | 4 | 124 | 141 | -17 | 2   |
| Paraguay  | 5 | 0 | 0 | 5 | 95  | 156 | -61 | 0   |

- Resultados

| Fecha | Hora  | Partido¹  | Partido¹ | Partido¹  | Resultado |
| ----- | ----- | --------- | -------- | --------- | --------- |
| 02.12 | 14:00 | Rumania   | -        | Paraguay  | 29-17     |
| 02.12 | 18:00 | Francia   | -        | Eslovenia | 23-24     |
| 02.12 | 20:30 | España    | -        | Angola    | 28-24     |
| 03.12 | 14:00 | Eslovenia | -        | Rumania   | 28-31     |
| 03.12 | 18:00 | Angola    | -        | Francia   | 19-26     |
| 03.12 | 20:30 | Paraguay  | -        | España    | 15-32     |
| 05.12 | 14:00 | Eslovenia | -        | Angola    | 32-25     |
| 05.12 | 18:00 | Francia   | -        | Paraguay  | 35-13     |
| 05.12 | 20:30 | Rumania   | -        | España    | 19-17     |
| 07.12 | 14:00 | Paraguay  | -        | Eslovenia | 22-28     |
| 07.12 | 18:00 | Rumania   | -        | Angola    | 27-24     |
| 07.12 | 20:30 | España    | -        | Francia   | 25-25     |
| 08.12 | 14:00 | Angola    | -        | Paraguay  | 32-28     |
| 08.12 | 18:00 | Francia   | -        | Rumania   | 26-17     |
| 08.12 | 20:30 | España    | -        | Eslovenia | 33-26     |

- (¹) – Todos en Tréveris.

### Grupo B
| Equipo          | J | G | E | P | GF  | GC  | DG  | PTS |
| --------------- | - | - | - | - | --- | --- | --- | --- |
| Suecia          | 5 | 4 | 0 | 1 | 160 | 139 | +21 | 8   |
| Noruega         | 5 | 4 | 0 | 1 | 163 | 110 | +53 | 8   |
| Hungría         | 5 | 3 | 0 | 2 | 138 | 127 | +11 | 6   |
| República Checa | 5 | 2 | 0 | 3 | 134 | 147 | -13 | 4   |
| Polonia         | 5 | 2 | 0 | 3 | 144 | 145 | -1  | 4   |
| Argentina       | 5 | 0 | 0 | 5 | 102 | 173 | -71 | 0   |

- Resultados

| Fecha | Hora  | Partido¹        | Partido¹ | Partido¹        | Resultado |
| ----- | ----- | --------------- | -------- | --------------- | --------- |
| 02.12 | 14:00 | República Checa | -        | Argentina       | 28-22     |
| 02.12 | 18:00 | Suecia          | -        | Polonia         | 30-33     |
| 02.12 | 20:30 | Noruega         | -        | Hungría         | 30-22     |
| 03.12 | 14:00 | Polonia         | -        | República Checa | 25-29     |
| 03.12 | 18:00 | Hungría         | -        | Suecia          | 22-25     |
| 03.12 | 20:30 | Argentina       | -        | Noruega         | 21-36     |
| 05.12 | 14:00 | Hungría         | -        | Argentina       | 33-15     |
| 05.12 | 18:00 | Suecia          | -        | República Checa | 36-32     |
| 05.12 | 20:30 | Noruega         | -        | Polonia         | 35-20     |
| 07.12 | 14:00 | Polonia         | -        | Hungría         | 28-31     |
| 07.12 | 18:00 | Suecia          | -        | Argentina       | 38-24     |
| 07.12 | 20:30 | República Checa | -        | Noruega         | 16-34     |
| 08.12 | 14:00 | Argentina       | -        | Polonia         | 20-38     |
| 08.12 | 18:00 | República Checa | -        | Hungría         | 29-30     |
| 08.12 | 20:30 | Noruega         | -        | Suecia          | 28-31     |

- (¹) – Todos en Bietigheim-Bissingen.

### Grupo C
| Equipo     | J | G | E | P | GF  | GC  | DG  | PTS |
| ---------- | - | - | - | - | --- | --- | --- | --- |
| Rusia      | 5 | 5 | 0 | 0 | 149 | 111 | +38 | 10  |
| Dinamarca  | 5 | 3 | 0 | 2 | 142 | 120 | +22 | 6   |
| Japón      | 5 | 2 | 1 | 2 | 134 | 130 | +4  | 5   |
| Montenegro | 5 | 2 | 1 | 2 | 135 | 127 | +8  | 5   |
| Brasil     | 5 | 1 | 2 | 2 | 110 | 119 | -9  | 4   |
| Túnez      | 5 | 0 | 0 | 5 | 93  | 156 | -63 | 0   |

- Resultados

| Fecha | Hora  | Partido¹   | Partido¹ | Partido¹   | Resultado |
| ----- | ----- | ---------- | -------- | ---------- | --------- |
| 02.12 | 14:00 | Rusia      | -        | Túnez      | 36-16     |
| 02.12 | 17:45 | Brasil     | -        | Japón      | 28-28     |
| 02.12 | 20:30 | Dinamarca  | -        | Montenegro | 24-31     |
| 03.12 | 14:00 | Túnez      | -        | Brasil     | 22-23     |
| 03.12 | 17:45 | Montenegro | -        | Rusia      | 24-28     |
| 03.12 | 20:30 | Japón      | -        | Dinamarca  | 18-32     |
| 05.12 | 12:00 | Montenegro | -        | Japón      | 28-29     |
| 05.12 | 17:45 | Rusia      | -        | Brasil     | 24-16     |
| 05.12 | 20:15 | Dinamarca  | -        | Túnez      | 37-19     |
| 06.12 | 14:00 | Rusia      | -        | Japón      | 29-28     |
| 06.12 | 17:45 | Túnez      | -        | Montenegro | 23-29     |
| 06.12 | 20:15 | Brasil     | -        | Dinamarca  | 20-22     |
| 08.12 | 12:00 | Japón      | -        | Túnez      | 31-13     |
| 08.12 | 17:45 | Brasil     | -        | Montenegro | 23-23     |
| 08.12 | 20:15 | Dinamarca  | -        | Rusia      | 27-32     |

- (¹) – Todos en Oldemburgo.

### Grupo D
| Equipo        | J | G | E | P | GF  | GC  | DG  | PTS |
| ------------- | - | - | - | - | --- | --- | --- | --- |
| Serbia        | 5 | 3 | 2 | 0 | 159 | 121 | +38 | 8   |
| Países Bajos  | 5 | 3 | 1 | 1 | 149 | 111 | +38 | 7   |
| Alemania      | 5 | 3 | 1 | 1 | 120 | 95  | +25 | 7   |
| Corea del Sur | 5 | 3 | 0 | 2 | 134 | 118 | +16 | 6   |
| Camerún       | 5 | 0 | 1 | 4 | 105 | 150 | -45 | 1   |
| China         | 5 | 0 | 1 | 4 | 92  | 164 | -72 | 1   |

- Resultados

| Fecha | Hora  | Partido¹      | Partido¹ | Partido¹      | Resultado |
| ----- | ----- | ------------- | -------- | ------------- | --------- |
| 01.12 | 19:00 | Alemania      | -        | Camerún       | 28-15     |
| 02.12 | 15:30 | Serbia        | -        | China         | 43-23     |
| 02.12 | 18:00 | Países Bajos  | -        | Corea del Sur | 22-24     |
| 03.12 | 14:00 | Camerún       | -        | Serbia        | 21-34     |
| 03.12 | 18:00 | China         | -        | Países Bajos  | 15-40     |
| 03.12 | 20:30 | Corea del Sur | -        | Alemania      | 18-23     |
| 05.12 | 12:00 | Corea del Sur | -        | China         | 31-19     |
| 05.12 | 15:30 | Países Bajos  | -        | Camerún       | 29-22     |
| 05.12 | 18:00 | Alemania      | -        | Serbia        | 22-22     |
| 06.12 | 12:00 | Camerún       | -        | Corea del Sur | 21-33     |
| 06.12 | 15:30 | Serbia        | -        | Países Bajos  | 27-27     |
| 06.12 | 18:00 | Alemania      | -        | China         | 24-9      |
| 08.12 | 14:00 | China         | -        | Camerún       | 26-26     |
| 08.12 | 18:00 | Países Bajos  | -        | Alemania      | 31-23     |
| 08.12 | 20:30 | Serbia        | -        | Corea del Sur | 33-28     |

- (¹) – Todos en Leipzig.

## Fase final
- Todos los partidos en la hora local de Alemania (UTC+1).

|  | Octavos de final     | Octavos de final     |                 |              | Cuartos de final     | Cuartos de final     |  |              | Semifinales     | Semifinales     |        |              | Final           | Final           |  |
|  | 10 y 11 de diciembre | 10 y 11 de diciembre |                 |              | 12 y 13 de diciembre | 12 y 13 de diciembre |  |              | 15 de diciembre | 15 de diciembre |        |              | 17 de diciembre | 17 de diciembre |  |
|  |                      |                      |                 |              |                      |                      |  |              |                 |                 |        |              |                 |                 |  |
|  |                      |                      |                 |              |                      |                      |  |              |                 |                 |        |              |                 |                 |  |
|  | Suecia               | 33                   |                 |              |                      |                      |  |              |                 |                 |        |              |                 |                 |  |
|  | Suecia               | 33                   |                 |              |                      |                      |  |              |                 |                 |        |              |                 |                 |  |
|  | Eslovenia            | 21                   |                 |              |                      |                      |  |              |                 |                 |        |              |                 |                 |  |
|  | Eslovenia            | 21                   |                 | Suecia       | 26                   |                      |  |              |                 |                 |        |              |                 |                 |  |
|  |                      |                      |                 | Suecia       | 26                   |                      |  |              |                 |                 |        |              |                 |                 |  |
|  |                      |                      | Dinamarca       | 23           |                      |                      |  |              |                 |                 |        |              |                 |                 |  |
|  | Alemania             | 17                   | Dinamarca       | 23           |                      |                      |  |              |                 |                 |        |              |                 |                 |  |
|  | Alemania             | 17                   |                 |              |                      |                      |  |              |                 |                 |        |              |                 |                 |  |
|  | Dinamarca            | 21                   |                 |              |                      |                      |  |              |                 |                 |        |              |                 |                 |  |
|  | Dinamarca            | 21                   |                 |              |                      |                      |  | Suecia       | 22              |                 |        |              |                 |                 |  |
|  |                      |                      |                 |              |                      |                      |  | Suecia       | 22              |                 |        |              |                 |                 |  |
|  |                      |                      | Francia         | 24           |                      |                      |  |              |                 |                 |        |              |                 |                 |  |
|  | Hungría              | 26                   | Francia         | 24           |                      |                      |  |              |                 |                 |        |              |                 |                 |  |
|  | Hungría              | 26                   |                 |              |                      |                      |  |              |                 |                 |        |              |                 |                 |  |
|  | Francia              | 29                   |                 |              |                      |                      |  |              |                 |                 |        |              |                 |                 |  |
|  | Francia              | 29                   |                 | Francia      | 25                   |                      |  |              |                 |                 |        |              |                 |                 |  |
|  |                      |                      |                 | Francia      | 25                   |                      |  |              |                 |                 |        |              |                 |                 |  |
|  |                      |                      | Montenegro      | 22           |                      |                      |  |              |                 |                 |        |              |                 |                 |  |
|  | Serbia               | 29                   | Montenegro      | 22           |                      |                      |  |              |                 |                 |        |              |                 |                 |  |
|  | Serbia               | 29                   |                 |              |                      |                      |  |              |                 |                 |        |              |                 |                 |  |
|  | Montenegro           | 31                   |                 |              |                      |                      |  |              |                 |                 |        |              |                 |                 |  |
|  | Montenegro           | 31                   |                 |              |                      |                      |  |              |                 |                 |        | Francia      | 23              |                 |  |
|  |                      |                      |                 |              |                      |                      |  |              |                 |                 |        | Francia      | 23              |                 |  |
|  |                      |                      | Noruega         | 21           |                      |                      |  |              |                 |                 |        |              |                 |                 |  |
|  | Japón                | 24                   | Noruega         | 21           |                      |                      |  |              |                 |                 |        |              |                 |                 |  |
|  | Japón                | 24                   |                 |              |                      |                      |  |              |                 |                 |        |              |                 |                 |  |
|  | Países Bajos TE      | 26                   |                 |              |                      |                      |  |              |                 |                 |        |              |                 |                 |  |
|  | Países Bajos TE      | 26                   |                 | Países Bajos | 30                   |                      |  |              |                 |                 |        |              |                 |                 |  |
|  |                      |                      |                 | Países Bajos | 30                   |                      |  |              |                 |                 |        |              |                 |                 |  |
|  |                      |                      | República Checa | 26           |                      |                      |  |              |                 |                 |        |              |                 |                 |  |
|  | Rumania              | 27                   | República Checa | 26           |                      |                      |  |              |                 |                 |        |              |                 |                 |  |
|  | Rumania              | 27                   |                 |              |                      |                      |  |              |                 |                 |        |              |                 |                 |  |
|  | República Checa      | 28                   |                 |              |                      |                      |  |              |                 |                 |        |              |                 |                 |  |
|  | República Checa      | 28                   |                 |              |                      |                      |  | Países Bajos | 23              |                 |        |              |                 |                 |  |
|  |                      |                      |                 |              |                      |                      |  | Países Bajos | 23              |                 |        |              |                 |                 |  |
|  |                      |                      | Noruega         | 32           |                      |                      |  |              |                 |                 |        |              |                 |                 |  |
|  | España               | 23                   | Noruega         | 32           |                      |                      |  |              |                 |                 |        |              |                 |                 |  |
|  | España               | 23                   |                 |              |                      |                      |  |              |                 |                 |        |              |                 |                 |  |
|  | Noruega              | 31                   |                 |              |                      |                      |  |              |                 |                 |        |              |                 |                 |  |
|  | Noruega              | 31                   |                 | Noruega      | 34                   |                      |  |              |                 |                 |        | Tercer lugar | Tercer lugar    |                 |  |
|  |                      |                      |                 | Noruega      | 34                   |                      |  |              |                 |                 |        | Tercer lugar | Tercer lugar    |                 |  |
|  |                      |                      | Rusia           | 17           |                      |                      |  |              |                 |                 |        |              |                 |                 |  |
|  | Rusia TE             | 36                   | Rusia           | 17           |                      |                      |  |              |                 |                 | Suecia | 21           |                 |                 |  |
|  | Rusia TE             | 36                   |                 |              |                      |                      |  |              |                 |                 | Suecia | 21           |                 |                 |  |
|  | Corea del Sur        | 35                   |                 |              |                      |                      |  |              |                 |                 |        |              | Países Bajos    | 24              |  |
|  | Corea del Sur        | 35                   |                 |              |                      |                      |  |              |                 |                 |        |              | Países Bajos    | 24              |  |
|  |                      |                      |                 |              |                      |                      |  |              |                 |                 |        |              |                 |                 |  |

### Octavos de final
| Fecha | Hora  | Partido¹ | Partido¹ | Partido¹        | Resultado |
| ----- | ----- | -------- | -------- | --------------- | --------- |
| 10.12 | 17:30 | Serbia   | -        | Montenegro      | 29-31     |
| 10.12 | 17:30 | Hungría  | -        | Francia         | 26-29     |
| 10.12 | 20:30 | Alemania | -        | Dinamarca       | 17-21     |
| 10.12 | 20:30 | Suecia   | -        | Eslovenia       | 33-21     |
| 11.12 | 17:30 | Rusia    | -        | Corea del Sur   | 36-35 TE  |
| 11.12 | 17:30 | Rumania  | -        | República Checa | 27-28     |
| 11.12 | 20:30 | Japón    | -        | Países Bajos    | 24-26 TE  |
| 11.12 | 20:30 | España   | -        | Noruega         | 23-31     |

- (¹) – El primero, tercero, quinto y séptimo en Magdeburgo, los otros en Leipzig.

### Cuartos de final
| Fecha | Hora  | Partido¹     | Partido¹ | Partido¹        | Resultado |
| ----- | ----- | ------------ | -------- | --------------- | --------- |
| 12.12 | 17:30 | Suecia       | -        | Dinamarca       | 26-23     |
| 12.12 | 20:45 | Francia      | -        | Montenegro      | 25-22     |
| 13.12 | 17:30 | Países Bajos | -        | República Checa | 30-26     |
| 13.12 | 20:30 | Noruega      | -        | Rusia           | 34-17     |

- (¹) – Los primeros dos en Leipzig y los otros dos en Magdeburgo.

### Semifinales
| Fecha | Hora  | Partido¹     | Partido¹ | Partido¹ | Resultado |
| ----- | ----- | ------------ | -------- | -------- | --------- |
| 15.12 | 17:30 | Países Bajos | -        | Noruega  | 23-32     |
| 15.12 | 20:45 | Suecia       | -        | Francia  | 22-24     |

- (¹) – En Hamburgo.

### Tercer lugar
| Fecha | Hora  | Partido¹ | Partido¹ | Partido¹     | Resultado |
| ----- | ----- | -------- | -------- | ------------ | --------- |
| 17.12 | 14:30 | Suecia   | -        | Países Bajos | 21-24     |

### Final
| Fecha | Hora  | Partido¹ | Partido¹ | Partido¹ | Resultado |
| ----- | ----- | -------- | -------- | -------- | --------- |
| 17.12 | 17:30 | Francia  | -        | Noruega  | 23-21     |

- (¹) – En Hamburgo.

## Medallero
| Francia | Noruega | Países Bajos |
| Camille Ayglon-Saurina Blandine Dancette Cléopâtre Darleux Siraba Dembélé Béatrice Edwige Laura Flippes Manon Houette Orlane Kanor Alexandra Lacrabère Laurisa Landre Amandine Leynaud Kalidiatou Niakaté Gnonsiane Niombla Estelle Nze Minko Allison Pineau Grâce Zaadi | Emilie Hegh Arntzen Kari Brattset Emilie Christensen Helene Gigstad Fauske Kari Aalvik Grimsbø Camilla Herrem Vilde Ingstad Marit Røsberg Jacobsen Veronica Kristiansen Amanda Kurtović Heidi Løke Katrine Lunde Nora Mørk Stine Bredal Oftedal Stine Skogrand Sanna Solberg | Lois Abbingh Debbie Bont Yvette Broch Kelly Dulfer Cornelia Groot Laura van der Heijden Jasmina Janković Lynn Knippenborg Jessy Kramer Angela Malestein Estavana Polman Charris Rozemalen Martine Smeets Danick Snelder Tess Wester Pearl van der Wissel |
| Olivier Krumbholz (seleccionador) | Thorir Hergeirsson (seleccionador) | Helle Thomsen (seleccionador) |

## Estadísticas

### Clasificación general
| 1. Francia         |
| 2. Noruega         |
| 3. Países Bajos    |
| 4. Suecia          |
| 5. Rusia           |
| 6. Dinamarca       |
| 6. Montenegro      |
| 8. República Checa |
| 9. Serbia          |
| 10. Rumania        |
| 11. España         |
| 12. Alemania       |
| 13. Corea del Sur  |
| 14. Eslovenia      |
| 15. Hungría        |
| 16. Japón          |
| 17. Polonia        |
| 18. Brasil         |
| 19. Angola         |
| 20. Camerún        |
| 21. Paraguay       |
| 22. China          |
| 23. Argentina      |
| 24. Túnez          |

### Máximas goleadoras
| N.º | Nombre                | Selección       | Goles | Tiros | %    | Partidos jugados |
| --- | --------------------- | --------------- | ----- | ----- | ---- | ---------------- |
| 1   | Nora Mørk             | Noruega         | 66    | 97    | 68 % | 9                |
| 2   | Lois Abbingh          | Países Bajos    | 58    | 100   | 58 % | 9                |
| 3   | Iveta Luzumová        | República Checa | 47    | 73    | 64 % | 7                |
| 4   | Isabelle Gulldén      | Suecia          | 46    | 74    | 62 % | 9                |
| 5   | Stine Bredal Oftedal  | Noruega         | 44    | 68    | 65 % | 9                |
| 5   | Karolina Kudłacz-Gloc | Polonia         | 44    | 70    | 63 % | 7                |
| 7   | Sabrina Fiore         | Paraguay        | 43    | 62    | 69 % | 7                |
| 7   | Ana Gros              | Eslovenia       | 43    | 67    | 64 % | 6                |
| 7   | Markéta Jeřábková     | República Checa | 43    | 101   | 43 % | 7                |
| 10  | Jovanka Radičević     | Montenegro      | 42    | 61    | 69 % | 7                |
| 10  | Cristina Neagu        | Rumania         | 42    | 72    | 58 % | 6                |
| 10  | Katarina Bulatović    | Montenegro      | 42    | 85    | 49 % | 7                |

Fuente: 

### Mejores porteras
| N.º | Nombre              | Equipo        | Paradas | Tiros | %    | Partidos jugados |
| --- | ------------------- | ------------- | ------- | ----- | ---- | ---------------- |
| 1   | Katrine Lunde       | Noruega       | 92      | 217   | 42 % | 9                |
| 1   | Katja Kramarczyk    | Alemania      | 30      | 71    | 42 % | 6                |
| 3   | Iulia Dumanska      | Rumania       | 39      | 98    | 40 % | 6                |
| 4   | Cléopâtre Darleux   | Francia       | 41      | 106   | 39 % | 9                |
| 4   | Kinga Janurik       | Hungría       | 27      | 70    | 39 % | 6                |
| 6   | Kari Aalvik Grimsbø | Noruega       | 43      | 112   | 38 % | 9                |
| 6   | Park Sae-Young      | Corea del Sur | 43      | 113   | 38 % | 6                |
| 8   | Clara Woltering     | Alemania      | 43      | 115   | 37 % | 6                |
| 9   | Marija Čolić        | Serbia        | 39      | 113   | 35 % | 6                |
| 9   | Viktoriya Kalinina  | Rusia         | 38      | 108   | 35 % | 7                |
| 9   | Amandine Leynaud    | Francia       | 65      | 186   | 35 % | 9                |
| 9   | Sandra Toft         | Dinamarca     | 68      | 192   | 35 % | 7                |

Fuente: 

### Equipo ideal
- Mejor jugadora del campeonato —MVP—: Stine Bredal Oftedal[1] ( Noruega).

| Posición          | Nombre          | País         |
| ----------------- | --------------- | ------------ |
| Portero           | Katrine Lunde   | Noruega      |
| Extremo derecho   | Nathalie Hagman | Suecia       |
| Extremo izquierdo | Siraba Dembélé  | Francia      |
| Pivote            | Yvette Broch    | Países Bajos |
| Central           | Grâce Zaadi     | Francia      |
| Lateral derecho   | Nora Mørk       | Noruega      |
| Lateral izquierdo | Lois Abbingh    | Países Bajos |

Fuente:  == Referencias ==
1. 1 2  «The Germany 2017 All-star Team». Pág. web de la IHF (en inglés). 17 de diciembre de 2017. Consultado el 22 de abril de 2024.
2. ↑  «IHF Council awards World Championships 2017 to Germany and France». Pág. de la IHF (en inglés). 15 de diciembre de 2011. Consultado el 22 de abril de 2024.
3. ↑  «Francia derrota a la favorita Noruega y suma su segundo título mundial femenino». Marca. 17 de diciembre de 2017. Consultado el 22 de abril de 2024.
4. ↑  «The Netherlands claim second consecutive World Championship medal». Pág. web de la IHF (en inglés). 17 de diciembre de 2017. Consultado el 22 de abril de 2024.
5. 1 2  «2017 Women’s World Championship – Poland receives wild card». Pág. de la IHF (en inglés). 23 de junio de 2017. Consultado el 22 de abril de 2024.
6. ↑  «Germany 2017 referees fully-prepared in Frankfurt». Pág. de la IHF (en inglés). 19 de septiembre de 2017. Consultado el 22 de abril de 2024.
7. ↑  «Germany 2017 draw results». Pág. de la IHF (en inglés). 27 de junio de 2017. Consultado el 22 de abril de 2024.
8. ↑  «Team Roster». Portal de la IHF. 2 de diciembre de 2017. Consultado el 22 de abril de 2024.
9. ↑  «Team Roster». Portal de la IHF. 2 de diciembre de 2017. Consultado el 22 de abril de 2024.
10. ↑  «Team Roster». Portal de la IHF. 11 de diciembre de 2017. Consultado el 22 de abril de 2024.